# ファインデックス
ファインデックスは、東京都千代田区に本社を置く日本のシステム開発企業。主力の医療システムの他、オフィスシステムや医療機器の開発販売を行う。

## 沿革
- 1985年1月 - 愛媛県松山市に「四国環衛興業株式会社」を設立。
- 1987年12月 - 事業を閉鎖し法人格を休眠。
- 1992年5月 - 「株式会社シェイクハンズ」に商号変更し再開。
- 1998年3月 - 「株式会社ピーエスシー」に商号変更し医療システム開発及びコンサルタント業務を開始。
- 2003年
  - 4月 - 東京支店を開設。
- 2009年10月 - 大阪支店を開設。
- 2011年
  - 3月 - 大阪証券取引所（現・東京証券取引所）ジャスダックスタンダード市場に上場[1]。
  - 9月 - 本社を愛媛県松山市三番町に移転。
- 2012年11月 - 札幌支店、福岡支店を開設。
- 2014年11月 - 「株式会社ファインデックス」に商号変更。東京証券取引所第一部に市場変更。
- 2015年7月 - 株式会社トライフォーの事業を譲受。
- 2017年
  - 1月 - 松山本社を四国支社に名称変更し、本社を東京に変更。
  - 2月 - 連結子会社「イーグルマトリックスコンサルティング株式会社」を設立。 （2018年8月にEMC Healthcare株式会社に商号変更）（2022年7月に持分法適用会社へ）
- 2019年8月 - 那覇支店を開設。
- 2020年12月- 本社を東京都千代田区に移転。
- 2021年
  - 4月 - 連結子会社「フィッティングクラウド株式会社」設立。京都支店を開設。
  - 5月 - 新潟支店を開設。
- 2022年4月 - 東京証券取引所プライム市場に移行。本店を東京本社に移転。本社を現所在地に移転。
- 2024年7月 - 鹿児島支店を開設。

## 事業所
- 本社 - 東京都千代田区大手町1-7-2　東京サンケイビル26F
- 四国支社 - 愛媛県松山市三番町4-9-6
- 大阪支店 - 大阪府大阪市中央区北浜2-6-18　淀屋橋スクエア11F
- 福岡支店 - 福岡県福岡市中央区天神1-14-4　天神平和ビル5F
- 札幌支店 - 北海道札幌市北区北8条西4丁目1-1　パストラルビルN8 5F
- 那覇支店 - 沖縄県那覇市久米2-4-16　大樹生命那覇ビル4F
- 京都支店 - 京都府京都市中京区三条通烏丸西入御倉町85番地1　KDX烏丸ビル3F
- 新潟支店 - 新潟県新潟市中央区上大川前通6番町1214-2　大同生命新潟ビル3F
- 鹿児島支店 - 鹿児島県鹿児島市中央町12-2　明治安田生命鹿児島中央町ビル3F

## 関連会社
- フィッティングクラウド株式会社（連結子会社）
- EMC Healthcare株式会社（持分法適用会社）